# Hector-Pieterson-Museum

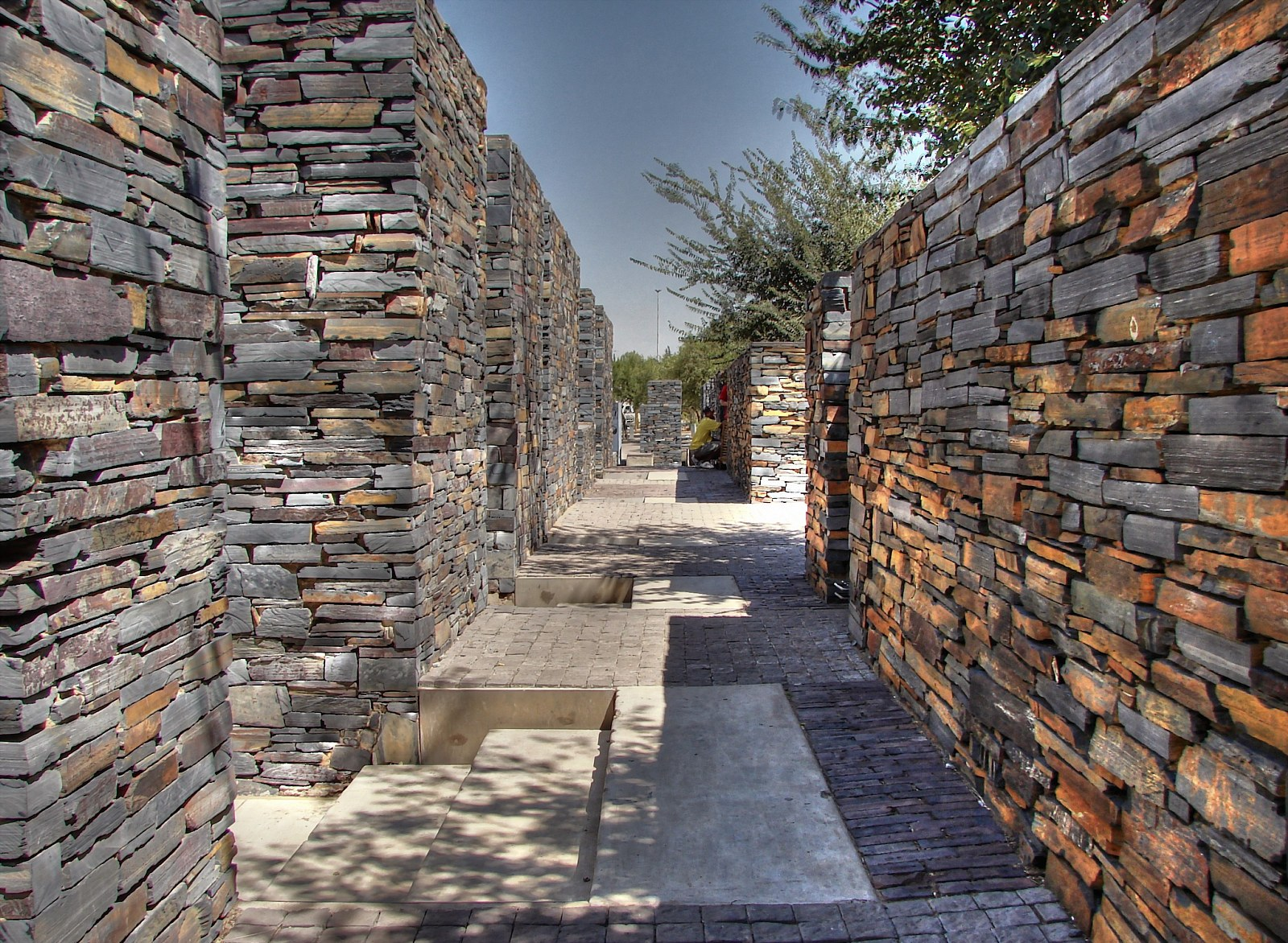
Teile des Mahnmals vor dem Museumseingang (2007)

Das Hector-Pieterson-Museum, offiziell Hector Pieterson Memorial and Museum, ist ein großes Museum in Orlando, Soweto, Südafrika. Es ist zwei Blöcke entfernt von dem Ort, an dem Hector Pieterson erschossen wurde, ihm und den 565 weiteren Opfern des Jahres 1976 zu Gedenken erhielt das Museum seinen Namen. Das Museum präsentiert die Geschehnisse, die zu dem Aufstand in Soweto führten, sowie die Erhebung selbst. 
Als es am 16. Juni 2002 eröffnet wurde, war es das erste Museum in der bis dahin stark vernachlässigten, ghettoartigen Vorstadt Johannesburgs. Das Projekt kostete insgesamt etwa 23,2 Millionen Rand, wovon 16 Millionen vom Department of Environmental Affairs and Tourism und 7,2 Millionen von der Stadt Johannesburg aufgebracht wurden.
Vor dem Eingang steht in einer kleinen Parkanlage das Hector-Pieterson-Mahnmal.